# Joseph de Joux
Joseph de Joux (Dijon, 19 septembre 1923 - Saint-Maurice-de-Gourdans, 14 mai 2007) est un illustrateur, graphiste et peintre français, Peintre de l'Air depuis 1996. 

## Biographie
Il était établi à Pollet dans l'Ain. 
Il a illustré de nombreux supports, livres, timbres en rapport avec l'aviation.

## Œuvres
- Trente années sur les lignes aériennes françaises', textes et dessins de Joseph de Joux
- Moi, Général de Gaulle, 1998, avec Yves Cretinon
- Prélude aux liaisons régulières France-Antilles, 2000
- Air France et les stars, 2000